# Magda Frank

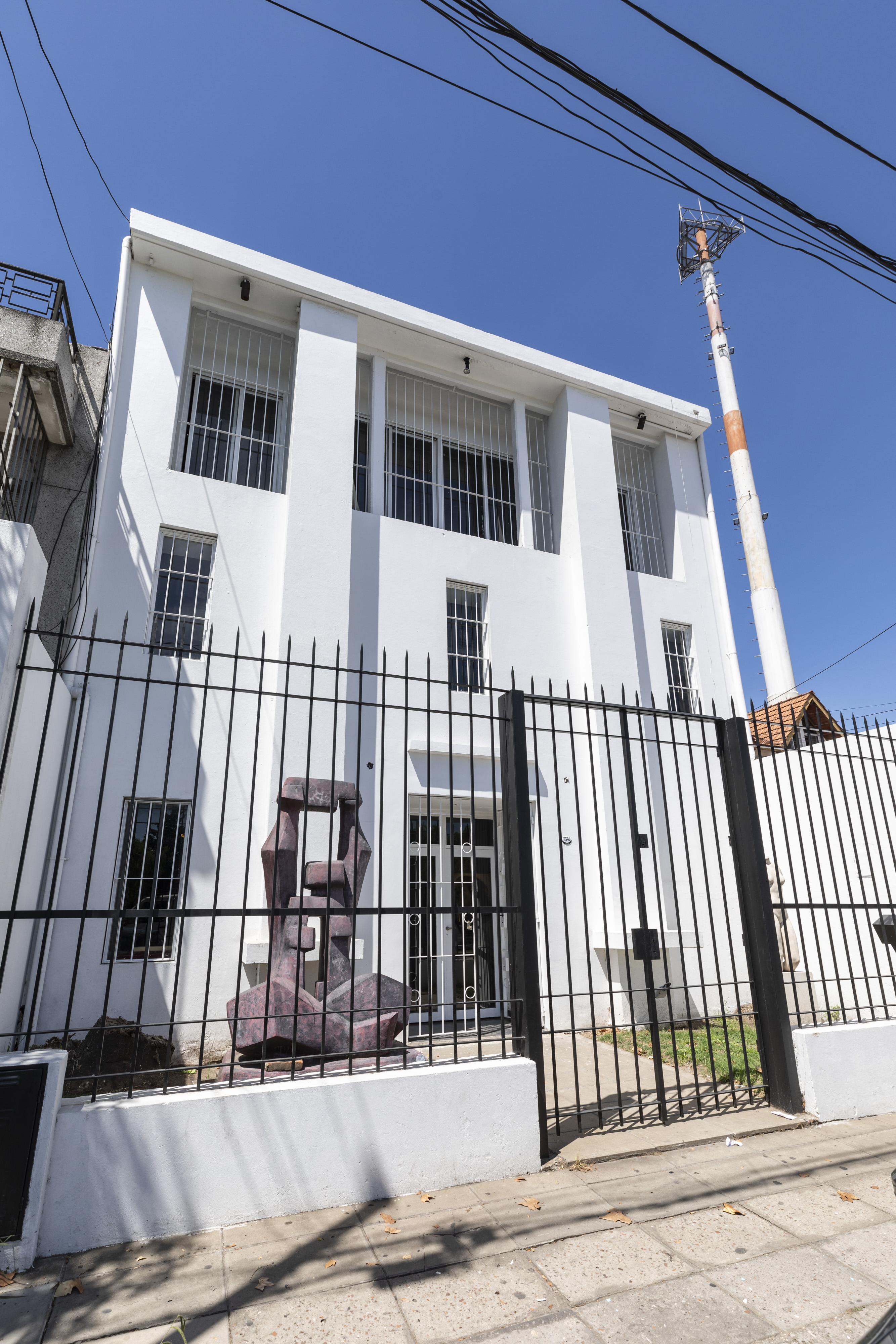
Muzeum Magda Frank w Buenos Aires, Argentyna.

Magda Frank właściwie Magdalena Fisher Frank (ur. 20 lipca 1914 w Klużu-Napoce, zm. 23 czerwca 2010 w Buenos Aires) – węgierska rzeźbiarka, posiadająca francuskie i argentyńskie obywatelstwo. Jej prace były wielokrotnie wystawiane w galeriach na całym świecie. W rzeźbiarstwie Frank widać krzyżujące się wpływy kultury europejskiej i południowo-amerykańskiej sztuki prekolumbijskiej.

## Wczesne życie
Magda Frank urodziła się w Klużu-Napoce, mieście położonym na Wyżynie Transylwańskiej, które w tym czasie należało do Węgier, w 1918 zostało włączone do Rumunii. Jej ojciec pochodził z Azji, a matka z Wiednia. Swoją edukację artystyczną rozpoczęła w Węgierskiej Akademii Sztuk Pięknych w Budapeszcie, w pracowni Béniego Ferenczy, a następnie kontynuowała w Węgierskiej Akademii Sztuki Stosowanej w Budapeszcie, w pracowni Miklósa Borsosa, gdzie pracowała głównie z kamieniem, drewnem i metalem.
Około 1939 poślubiła mężczyznę noszącego nazwisko Frank, jednak jej pasja i poświęcenie dla twórczości artystycznej sprawiło, że w 1948 rozwiedli się. Zachowała nazwisko męża i do śmierci podpisywała się jako Magda Frank. Z powodu nazistowskich prześladowań opuściła Węgry i osiedliła się w Szwajcarii, a brat wyemigrował do Argentyny. Rodzice i drugi brat zostali zamordowani w czasie II wojny światowej. Stamtąd przeniosła się do Paryża, gdzie studiowała w prywatnej szkole artystycznej Académie Julian. Jednym z jej nauczycieli rzeźby był Marcel Antoine Gimond, który prowadził ją w kierunku abstrakcji i działania twórczego, w którym szkieletem rzeźby jest geometryczna konstrukcja.

## Pierwsza podróż do Argentyny
W 1950 wyjechała do Buenos Aires, aby odwiedzić swojego brata, jedynego żyjącego członka rodziny. W Argentynie zainteresowała się sztuką prekolumbijską. W 1953 odbyła się jej pierwsza wystawa w Galería Henry w Buenos Aires. W tym samym roku otrzymała grant naukowy od rządu francuskiego. Po powrocie do Paryża wystawiła swoje rzeźby w kamieniu podczas Salon de la Jeune Sculpture. Nabyło je Muzeum Sztuki Współczesnej w Paryżu. Miała też indywidualną wystawę w Maison internationale na Cité internationale universitaire w Paryżu. W 1954 została profesorem w Escuela de Artes Visuales w Buenos Aires, a także odbyła się jej wystawa w Galerii Pizarro w Buenos Aires i otrzymała srebrny medal w Plata en el Salón de Rosario w Argentynie. W 1957 wzięła udział w Bienal de São Paulo w Brazylii i rozpoczęła serię steli w drewnie i kamieniu.

## Powrót do Europy
Na początku 1960 wróciła do Paryża. W tym czasie, pierwszy w historii Francji, minister kultury André Malraux zapoczątkował program skierowany do ludności masowej popularyzujący kulturę i sztukę. Wprowadził ustawę na mocy której 1% kosztów budowy budynku użyteczności publicznej musiał zostać wykorzystany na zamówienie dzieła sztuki dla tego samego budynku. W ten sposób miasta upiększy swoje przestrzenie publiczne rzeźbami wybitnych artystów, wśród których była także Magda Frank. Jedna z rzeźb znajduje się przy Rue de l’Ouest 75014, w dzielnicy Paryża.
Uczestniczyła w międzynarodowej wystawie rzeźby współczesnej w Muzeum Rodina i Salon Comparaisons. Została zaproszona także do udziału w Salon de la Jeune Sculpture, wydarzeniu artystycznym, którego początki sięgają 1948 i poświęcone jest nowym trendom sztuce. Rzeźby prezentowane są w różnych miejscach Paryża od Muzeum Sztuki Współczesnej po ogrody Pól Elizejskich. Frank była zapraszana kilka razy do udziału w tym cyklicznym wydarzeniu.
W 1964 została zaproszona do wzięcia udziału w międzynarodowym sympozjum rzeźbiarskim w Słowenii, gdzie stworzyła swoją pierwszą monumentalną rzeźbę, którą poświęciła bratu Béli, którego zabili Niemcy w czasie II wojny światowej. Rzeźba stanowi cześć Forma Vita, kolekcji ponad 120 kamiennych rzeźb pod gołym niebem, znajdującej się w parku na półwyspie Seča, w pobliżu Portorož. Spotkania wybitnych rzeźbiarzy zapoczątkowali w 1961 dwaj słoweńscy artyści, Jakob Savinšek i Janez Lenassi.

## Sympozjum w Grenoble
W 1965 odbyła się indywidualna wystawa Frank w Galerie La Roue, w Paryżu. W 1968, w czasie prezydentury Charles’a de Gaulle’a, została zaproszona przez ministra kultury Malrauxa do wzięcia udziału w pierwszym światowym sympozjum rzeźby zorganizowanych w ramach Zimowyh Igrzysk Olimpijskich w Grenoble, na które zaproszono dwudziestu jeden międzynarodowych rzeźbiarzy. Magda Frank była jedyną kobietą. Podczas tego spotkania wykonała kolejną ze swoich monumentalnych rzeźb, która znajduje się w Parc Paul-Mistral. Z tej okazji powstał także film dokumentalny Art sans frontière – Symposium de sculpture 1967 zrealizowany przez Louisa Philippe.

## Światowe wystawy
Pod koniec lat 60. wykonała dwumetrową rzeźbę z wapienia, która znajduje się przed budynkiem przy ulicy Vauthier 15 w Boulogne-Billancourt. W 1970 miała kolejną indywidualną wystawę w Galerie La Roue, a także uczestniczyła w wystawie artystów węgierskich mieszkających za granicą w Muzeum Sztuk Pięknych w Budapeszcie. W 1972 odbyła się jej wystawa w Old Jaffa Galery w Tel Awiwie, w latach 1975 i 1976 brała udział w wystawie artystów węgierskich w Paryżu, w Festival international d’Art contemporain w Allones, w wystawie rzeźb w muzeum w Pau i Calais. W 1977 więzła udział w wystawie organizowanej przez UNESCO w Paryżu. W tym samym roku miała wystawę retrospektywną w Vasarely Múzeum w Budapeszcie, która była potem eksponowana w innych miastach na Węgrzech.

## Troska o dzieła i powrót do Argentyny
Pod koniec lat 80. Magda Frank zaczęła martwić się o swoją kolekcję i to co z nią stanie się po jej śmierci. Mimo ogromnego talentu nie była zbyt popularna, była odludkiem, przeszło 20 lat mieszkała w wiosce pod Paryżem, gdzie poświęcała cały swój czas na tworzenie kolejnych dzieł. Utrzymywała się z zamówień rządowych, a także od architektów m.in. Jeana Balladura i Henri Pottiera. 22 jej monumentalne dzieła znajdują się w różnych miejscach w Europie. Około 1990 opuściła Francję i wróciła na Węgry, w poszukiwaniu miejsca do zainstalowania i zachowania swoich dzieł. Węgierski rząd ofiarował jej rezydencję, w której miała otworzyć własne muzeum. Dom był jednak zbyt daleko od Budapesztu i nie było to miejsce, które spełniałoby jej oczekiwania jako muzeum jej rzeźb.
W 1994 zdobyła pierwszą nagrodę za rzeźbę poświęconą pamięci Benito Quinquela Martína (Proyecto para monumento en memoria de Benito Quinquela Martín) przez Museo de Artes Plásticas Eduardo Sívori w Buenos Aires. Z okazji osiemdziesiątych urodzin otrzymała wyróżnienie od senatu argentyńskiego za swoją wybitną pracę. Otrzymała też wiele innych nagród od różnych instytucji oraz liczne zaproszenia do zorganizowania wystaw.
W 1995 zdecydowała aby zebrać wszystkie swoje dzieła i przenieść się do Argentyny, gdzie mieszkał jej brat i trzej bratankowie. Początkowo zamieszkała z bratem a później przy Vedia 3546, dzielnicy Saavedra, na obrzeżach Buenos Aires, gdzie znalazły się jej wszystkie prace przywiezione z Francji. Trzypiętrowy budynek stanowił jednocześnie dom, warsztat i muzeum, w którym spędziła ostatnie piętnaście lat życia. Część jej prac znajduje się w kolekcjach Musée National d’Art Moderne w Paryżu, Petit Palais w Paryżu, Państwowego Muzeum Sztuk Pięknych w Buenos Aires i w Narodowym Muzeum Sztuk Pięknych w Budapeszcie. Krótko po śmierci Magdy Frank, w 2010, odbyła się retrospektywna wystawa jej twórczości w Museo Oscar Niemeyer w Brazylii.

## Muzeum
Casa Museo Magda Frank zostało udostępnione zwiedzającym w 1995, po jej przyjeździe z Francji. W domu-muzeum znajdują się liczne rzeźby, a także rysunki, szkice, rękopisy, wycinki prasowe i fotografie. Dyrektorem muzeum jest Tulio Andreussi Guzmán, który jest również właścicielem muzeum. Z jego inicjatywy powstała strona internetowa poświęcona rzeźbiarce, na której zamieszona jest biografia Frank napisana przez argentyńskiego pisarza Héctora Tizóna. W 2015 dzieła argentyńskiego rzeźbiarza José Fioravantiego został włączone do kolekcji muzeum i obecnie nosi ono nazwę Museo Frank-Fioravanti.